# Решенський перевал
Решенський перевал (нім. Reschenpass, італ. Passo di Resia) — гірський перевал в Альпах, на захід від перевалу Бреннер між Італією та Австрією і на схід від перевалу Берніна в Швейцарії.
Вздовж нього проходить вододіл між водозбірними районами річок Дунаю (через річки Штіллебах й Інн) і Адідже, тобто між Чорним і Середземним морями. Перевал перетинає головний Альпійський хребет і відокремлює Ецтальські Альпи на сході від групи Сесвеннських Альп на заході. Він з'єднує Фіншґау (Південний Тіроль, Італія) з Оберес Ґеріхтом (Тіроль, Австрія) і долину Адідже з Верхньою долиною Інн. Сам перевал повністю лежить на території Італії на висоті 1507 м, безпосередньо на північ від села Решен або озера Решен.

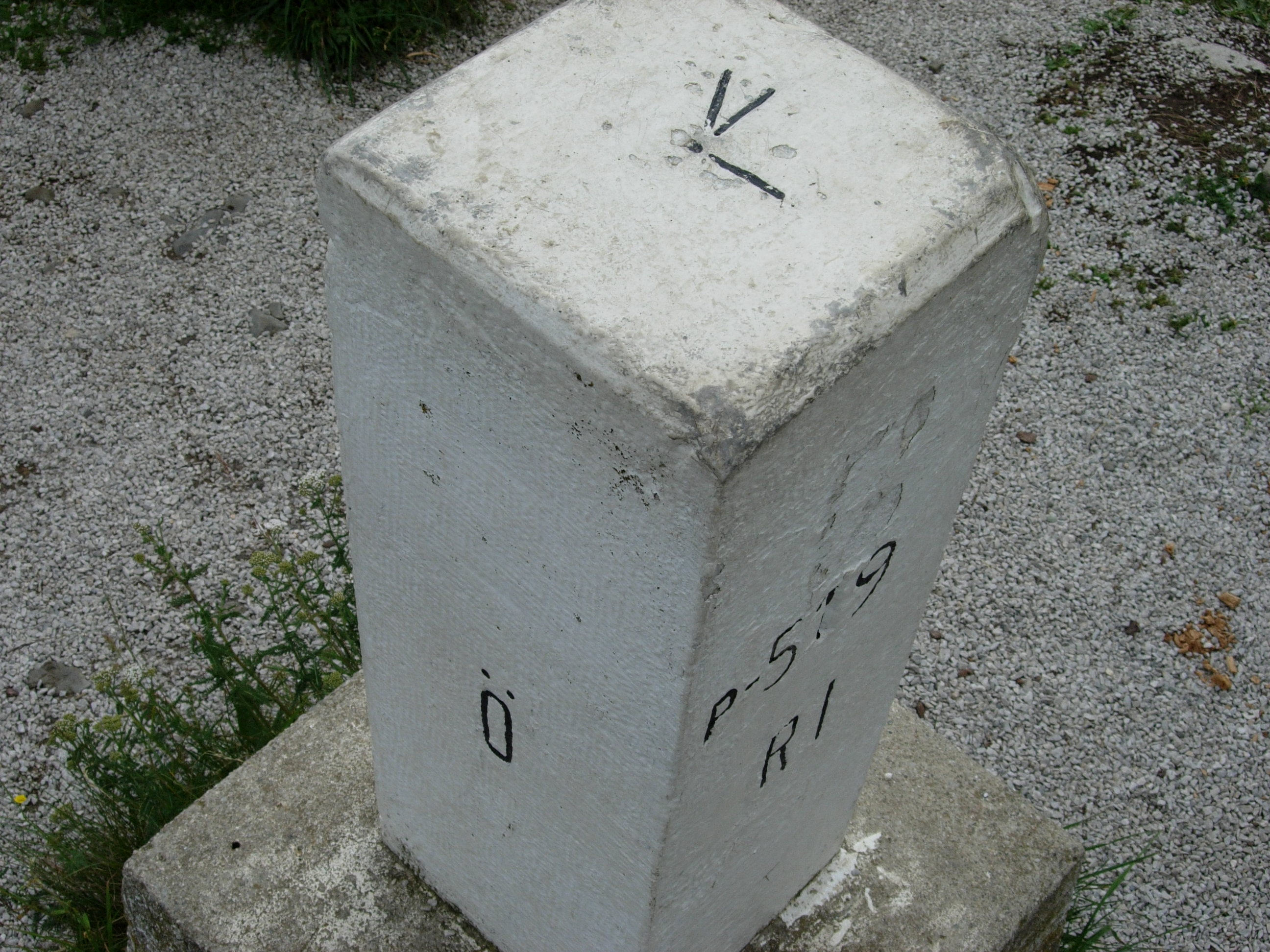
Пограничний камінь трьох країн

З моменту набуття чинності Сен-Жерменського договору у 1920 році кордон між Італією та Австрією пролягав приблизно за два кілометри на північ від вершини перевалу. Трохи на північний захід над вершиною перевалу, на схилах піку Лад, лежить прикордонний трикутник зі Швейцарією та кантоном Граубюнден, позначений каменем трьох країн — трифінія нім. Dreiländerstein . На державному кордоні також є два інформаційні щити з написом «Reschenpass 1455 m». Ця інформація про висоту стосується перетину кордону (а не верхньої частини перевалу) і тому вводить в оману. Зі сторони Північного Тіролю район перевалу належить до муніципалітету Наудерс, а з боку Південного Тіролю — до муніципалітету Курон-Веноста.

## Туристичний регіон Решенського перевалу
Крім свого основного призначення для здійснення транспортних перевезень, Решенський перевал є важливим культурним і туристичним краєм. Відпочинковий регіон Решенського перевалу, мабуть, є чудовою нагодою насолодитися зимовою гірськолижною відпусткою або його літніми велотрасами. Варто відвідати культурні пам'ятки — замок та фортецю поблизу Наудерса, середньовічне місто Глоренцу, з його старими аркадами, численні романські церкви.